# Fredrik Kempe
Lars Fredrik Kempe (Vårgårda, 1972) is een Zweedse songwriter en opera- en popzanger. Hij is vooral bekend voor zijn vele succesvolle deelnamen als componist aan Melodifestivalen, de Zweedse voorronde van het Eurovisiesongfestival.

## Biografie
Kempe heeft deelgenomen aan de Zweedse versie van de musicals Les Misérables en Chess. In 2002 had Kempe een hit met Vincerò, een bewerking van het bekende aria Nessun dorma. Kempe heeft in totaal twee soloalbums uitgebracht.

### Eurovisiesongfestival
In 2004 deed Kempe voor het eerste een gooi naar het Eurovisiesongfestival en schreef zich in voor de Zweedse voorronde met het liedje Finally, dat hij zelf geschreven had. Het liedje brak echter geen potten en mocht zodoende niet gelijk verder naar de finale, maar moest naar Andra Chansen (de herkansingronde). Tijdens Andra Chansen werd het liedje slechts achtste.
Een jaar later, in 2005, probeerde Kempe het nogmaals als zanger, ditmaal samen met Sanna Nielsen. Met het Zweedstalige Du och jag mot världen haalden ze de achtste plaats in de finale. Dit was echter de laatste keer dat Kempe als zanger deel nam aan Melodifestivalen.
Na een sabbatsjaar in 2006 nam Kempe deel als componist van drie liedjes. Het meest succesvolle liedje Cara Mia, dat door Måns Zelmerlöw werd vertolkt, eindigde als derde in de finale.
In 2008 wist Kempe het dan echt als componist potten te breken, hij componeerde samen met Bobby Ljunggren het liedje Hero van Charlotte Perrelli. Op het Eurovisiesongfestival 2008 behaalde het de achttiende plaats.
In 2009 was er weer bij als componist in Melodifestivalen, dit keer van vier liedjes. Drie van de liedjes wisten uiteindelijk de finale te halen. Moving on van Sarah Dawn Finer werd zesde, Hope & Glory van Måns Zelmerlöw werd vierde en al verrassende winnaar kwam het operaliedje La voix van Malena Ernman uit de bus. Erman was door de jury's op een lagere plaats gezet, maar kon toch winnen. Op het Eurovisiesongfestival 2009 was dit nummer echter minder succesvol, het liedje werd 21ste. Dit was de slechtste prestatie van het land sinds 1992.
Ondanks de slechte prestatie van zijn liedje het jaar ervoor besloot Kempe om weer mee te doen aan Melodifestivalen als componist. Hij schreef Manboy voor Eric Saade, dat derde werd in de finale en Hollow van Peter Jöback, dat negende werd. Echter ging er wel een liedje dat door Kempe gecomponeerd was naar het Eurovisiesongfestival 2010. Het liedje My heart is yours gezongen door de Noorse zanger Didrik Solli-Tangen mocht het gastland Noorwegen vertegenwoordigen. Alhoewel het van tevoren als een van de kanshebbers werd ingeschat voor de winst, eindigde het liedje op een teleurstellende twintigste plaats.
Groot succes kwam er in 2011 toen Kempe het liedje Popular voor Eric Saade schreef. Het liedje stak er met kop een schouders bovenuit in Melodifestivalen 2011. Zodoende mocht het Zweden vertegenwoordigen op het Eurovisiesongfestival 2011 in Düsseldorf. Net zoals zijn liedje in 2010 was Popular weer een van de favorieten voor de winst. Het liedje won niet, maar Kempe kon tevreden zijn met een derde plaats, achter Italië en de winnaar Azerbeidzjan.
2012 en 2013 werden voor Kempe wat minder succesvolle jaren. Van de twee jaren eindigde het liedje Begging van Anton Ewald het hoogst, de vierde plaats in de finale.
In 2014 had Kempe weer vier liedjes van hem die deelnamen. Dit keer wisten alle liedje het te maken naar de finale. Zijn liedje Undo van Sanna Nielsen, die inmiddels voor de zevende keer meedeed aan de Zweedse voorronde, won. Naar aanleiding tot het Eurovisiesongfestival 2014 werd Nielsen hoog ingeschat voor de winst op het festival. De winst moest Undo echter afstaan aan Rise like a phoenix van Conchita Wurst en opnieuw werd een liedje van Kempe derde op het Eurovisiesongfestival.
Anno 2015 heeft Kempe weer drie liedjes in Melodifestivalen zitten. Sting van Eric Saade, Forever starts today van Linus Svenning en I see you van Kristin Amparo.

## Overzicht inzendingen nationale finales

### Melodifestivalen
| Jaar | Liedje                 | Artiest                        | Muziek/tekst                                                                                     | Plaats                         |
| ---- | ---------------------- | ------------------------------ | ------------------------------------------------------------------------------------------------ | ------------------------------ |
| 2004 | Finally                | Fredrik Kempe                  | Fredrik Kempe (m/t)                                                                              | 8ste in Andra Chansen          |
| 2005 | Du och jag mot världen | Fredrik Kempe en Sanna Nielsen | Bobby Ljunggren (m), Fredrik Kempe (m/t), Henrik Wikström (m)                                    | 8ste                           |
| 2007 | Cara Mia               | Måns Zelmerlöw                 | Fredrik Kempe (m/t), Henrik Wikström (m)                                                         | 3de                            |
| 2007 | Rainbow Star           | Regina Lund                    | Fredrik Kempe (m/t), Bobby Ljunggren (m), Regina Lund (t)                                        | 8ste halve finale              |
| 2007 | Vågar du, vågar jag    | Sanna Nielsen                  | Bobby Ljunggren (m), Fredrik Kempe (m/t), Henrik Wikström (m)                                    | 7de                            |
| 2008 | Pame                   | Daniel Mitsogiannis            | Fredrik Kempe (m/t), Henrik Wikström (m)                                                         | 7de in halve finale            |
| 2008 | Hero                   | Charlotte Perrelli             | Fredrik Kempe (m/t), Bobby Ljunggren (m)                                                         | 1ste                           |
| 2009 | Hope & Glory           | Måns Zelmerlöw                 | Fredrik Kempe (m/t), Måns Zelmerlöw (t), Henrik Wikström (m)                                     | 4de                            |
| 2009 | You're Not Alone       | BWO                            | Fredrik Kempe (m/t), Alexander Bard (m/t), Anders Hansson (m/t)                                  | 6de in Andra Chansen           |
| 2009 | Moving On              | Sarah Dawn Finer               | Sarah Dawn Finer (m/t), Fredrik Kempe (m/t)                                                      | 6de                            |
| 2009 | La voix                | Malena Ernman                  | Malena Ernman (t), Fredrik Kempe (m/t)                                                           | 1ste                           |
| 2010 | Manboy                 | Eric Saade                     | Fredrik Kempe (m/t), Peter Boström (m)                                                           | 3de                            |
| 2010 | "Hollow"               | Peter Jöback                   | Anders Hansson (m/t), Fredrik Kempe (m/t)                                                        | 9de                            |
| 2011 | Alive                  | Linda Pritchard                | Oscar Görres (m/t), Fredrik Kempe (m/t)                                                          | 6de in Andra Chansen           |
| 2011 | Popular                | Eric Saade                     | Fredrik Kempe (m/t)                                                                              | 1ste                           |
| 2011 | The King               | The Playtones                  | Peter Kvint (m/t), Fredrik Kempe (m/t)                                                           | 6de                            |
| 2011 | Tid att andas          | Simon Forsberg                 | Fredrik Kempe (m/t)                                                                              | 8ste in halve finale           |
| 2012 | The Girl               | Charlotte Perrelli             | Alexander Jonsson (m/t), Fredrik Kempe (m/t)                                                     | 5de in halve finale            |
| 2012 | Youngblood             | Youngblood                     | Fredrik Kempe (m/t), David Kreuger (m/t)                                                         | 6de in Andra Chansen           |
| 2013 | Burning Flags          | Cookies 'N' Beans              | Fredrik Kempe (m/t)                                                                              | 7de in Andra Chansen           |
| 2013 | Begging                | Anton Ewald                    | Fredrik Kempe (m/t), Anton Malmberg Hård af Segerstad (m/t)                                      | 4de                            |
| 2013 | Heartstrings           | Janet Leon                     | Fredrik Kempe (m/t), Anton Malmberg Hård af Segerstad (m/t)                                      | 5de in halve finale            |
| 2014 | Bröder                 | Linus Svenning                 | Fredrik Kempe (m/t)                                                                              | 5de                            |
| 2014 | Undo                   | Sanna Nielsen                  | Fredrik Kempe (m/t), David Kreuger (m/t), Hamed Pirouzpanah (m/t)                                | 1ste                           |
| 2014 | Yes We Can             | Oscar Zia                      | Fredrik Kempe (m/t), David Kreuger (m/t), Hamed Pirouzpanah (m/t)                                | 8ste                           |
| 2014 | Blame It On The Disco  | Alcazar                        | Fredrik Kempe (m/t), David Kreuger (m/t), Hamed Pirouzpanah (m/t)                                | 3de                            |
| 2015 | Sting                  | Eric Saade                     | Sam Arash Fahmi (m/t), Fredrik Kempe (m/t), Hamed "K-one" Pirouzpanah (m/t), David Kreuger (m/t) | 4de                            |
| 2015 | Forever Starts Today   | Linus Svenning                 | Aleena Gibson (m/l), Anton Malmberg Hård af Segerstad (m/l), Fredrik Kempe (m/l)                 | 6de                            |
| 2015 | I See You              | Kristin Amparo                 | Kristin Amparo (m/l), Fredrik Kempe (m/l), David Kreuger (m/l)                                   | uitgeschakeld in Andra Chansen |

### Melodi Grand Prix
| Jaar | Liedje            | Artiest             | Muziek/tekst                         | Plaats |
| ---- | ----------------- | ------------------- | ------------------------------------ | ------ |
| 2010 | My heart is yours | Didrik Solli-Tangen | Fredrik Kempe (m), Hanne Sørvaag (t) | 1ste   |

## Overzicht resultaten op het Eurovisiesongfestival
| Jaar | Land      | Liedje            | Artiest             | Plaats hf | Plaats |
| ---- | --------- | ----------------- | ------------------- | --------- | ------ |
| 2008 | Zweden    | Hero              | Charlotte Perrelli  | 12        | 18     |
| 2009 | Zweden    | La voix           | Malena Ernman       | 4         | 21     |
| 2010 | Noorwegen | My heart is yours | Didrik Solli-Tangen | X         | 20     |
| 2011 | Zweden    | Popular           | Eric Saade          | 1         | 3      |
| 2014 | Zweden    | Undo              | Sanna Nielsen       | 3         | 3      |